# Oxynoe panamensis
Espèce
Oxynoe panamensis est une espèce de sacoglosses à coquille de la famille des Oxynoidae. Elle est présente dans les zones riches en algues Caulerpa dont elle se nourrit.

## Systématique
L'espèce Oxynoe panamensis a été décrite en 1943 par le zoologiste américain Henry Augustus Pilsbry (1862-1957) et le malacologiste américain Axel Adolph Olsson (d) (1889–1977), après avoir été découverte sur la côte centre-nord du Pérou.
Pour le World Register of Marine Species (20 juin 2022) cette espèce est un nomen dubium.

## Description
Oxynoe panamensis est une espèce de sacoglosses au corps allongé et à la coquille externe fragile. Elle présente une coloration verte avec de nombreux points noirs et des taches bleues sur les parapodes. Elle est dotée de tentacules paires, appelées rhinophores, blanchâtres à l’apex court, lisse et enroulés. Son pied est étroit et lobé, de couleur vert jaunâtre avec une ligne médiane blanche et des petites taches sombres le long du bord.
Sa taille varie de 2 à 4 cm avec une moyenne de 3 cm et un poids compris entre 0,56 et 1,15 g.

## Distribution
Cette espèce se rencontre le long de la côte Pacifique orientale de l’Amérique centrale entre le golfe de Californie et le Panama. La distribution spatiale à elle aussi montré une diminution de son étendue en 2017. Elle est notamment présente dans les mangroves et est associée aux tapis de Caulerpa, comme Caulerpa sertularioides (Chlorophyceae ; Bryopsidales).
Une étude réalisée sur la côte péruvienne a montré une densité de 1 à 2,5 individus/m2.

## Biologie

### Régime alimentaire
Comme d'autres sacoglosses, Oxynoe panamensis se nourrit de Caulerpa, des algues toxiques et très invasives, dont les toxines assurent une protection contre les herbivores qui voudraient les ingérer. O. panamensis, quant à elle, n’est pas dérangée par les toxines de la plante, et s’en nourrir en perforant la paroi puis en aspirant le cytoplasme dont des chloroplastes entiers.

### Système reproducteur
Son système reproducteur n’a pas encore été étudié, mais lors de ses observations, le biologiste américain Ralph Arnold Lewin (d) (1921-2008) a pu constater que des spécimens d’O.panamensis, prélevés puis mis en aquarium, avaient pondu des œufs jaunes en forme de spirale.

### Défense
O. panamensis se camoufle notamment dans les tapis de Caulerpa, où sa couleur, verte et similaire à celle des algues, la dissimule de ses prédateurs.
Lorsqu’elle se sent en danger, O. panamensis est capable d'excréter un mucus laiteux toxique et irritant. Celui-ci est parfois produit à partir des composés chimiques ingérés lorsque cette limace s'alimente de Caulerpa, algue elle-même toxique. Les poissons qui sont touchés par ce mucus ont des mouvements convulsifs, une activité irrégulière des opercules branchiaux et des tremblements de quelques secondes qui les mènent à la mort.
L’autotomie est aussi un système de défense, elle est utilisée en dernière ressource contre la prédation. La partie qui sera autotomisée n’est pas essentielle à l’existence en continue, c’est la partie qui est la plus attaquée et elle contient aussi les substances toxiques. Lors d'un danger, O. panamensis réalise de forts mouvements latéraux de la queue qui finit alors par se détacher au niveau de la jonction antérieure juste derrière la bosse viscérale, et continue à se contracter pendant plusieurs minutes. Ce détachement est très efficace pour dissuader les prédateurs, surtout qu’il est accompagné par l’émission du mucus toxique. Une régénération de la partie détachée se produit sur des périodes différentes allant de quelques jours à plusieurs semaines.

### Écologie
Cette espèce est fragile. Ses populations sont de plus en plus petites, avec une distribution spatiale discontinue et des individus qui vivent dans un environnement complexe. O. panamensis est notamment influencé par la température de l’eau, ou encore par la pêche de bivalves. En effet, lors de ces pêches, les sédiments très fins sont enlevés ou dispersés ce qui peut affecter la respiration et la survie des espèces. Il a suggéré que  la diminution du nombre d'individus constatés au Pérou entre 2016 et 2017 pourrait être liée à la baisse de température.

## Étymologie
Son épithète spécifique, composée de panama et du suffixe latin -ensis, « qui vit dans, qui habite », lui a été donnée en référence au lieu de sa découverte.

## Publication originale
- (en) H. A. Pilsbry et Axel Olsson, « New marine mollusks from the West Coast », The Nautilus, Philadelphie et Melbourne, Inconnu, Henry Augustus Pilsbry, Charles Willison Johnson (d), inconnu, Bailey-Matthews National Shell Museum et Delaware Museum of Natural History (d), vol. 56,‎ 1943, p. 78-81 (ISSN 0028-1344, OCLC 1759527, lire en ligne).